# جوني هاوسون
جوني هاوسون (بالإنجليزية: Jonny Howson)‏ هو لاعب كرة قدم بريطاني، ولد في 21 مايو 1988 في Morley, West Yorkshire ‏ في المملكة المتحدة. شارك مع منتخب إنجلترا تحت 21 سنة لكرة القدم. أما مع النوادي، فقد لعب مع ليدز يونايتد ونورويتش سيتي.

## وصلات خارجية
- جوني هاوسون على موقع الاتحاد الأوربي (الإنجليزية)
- جوني هاوسون على موقع قاعدة بيانات كرة القدم.إي يو (الإنجليزية)
- جوني هاوسون على موقع Soccerbase.com (لاعب) (الإنجليزية)
- جوني هاوسون على موقع Soccerway.com (الإنجليزية)
- جوني هاوسون على موقع عالم كرة القدم.نت (الإنجليزية)
- جوني هاوسون على موقع AS.com (الإسبانية)